# Municipio de Sverdrup (Dakota del Norte)
El municipio de Sverdrup (en inglés: Sverdrup Township) es un municipio ubicado en el condado de Griggs en el estado estadounidense de Dakota del Norte. En el año 2010 tenía una población de 92 habitantes y una densidad poblacional de 0,99 personas por km².

## Geografía
El municipio de Sverdrup se encuentra ubicado en las coordenadas 47°22′40″N 98°3′54″O / 47.37778, -98.06500. Según la Oficina del Censo de los Estados Unidos, el municipio tiene una superficie total de 93.36 km², de la cual 93,27 km² corresponden a tierra firme y (0,1 %) 0,09 km² es agua.

## Demografía
Según el censo de 2010, había 92 personas residiendo en el municipio de Sverdrup. La densidad de población era de 0,99 hab./km². De los 92 habitantes, el municipio de Sverdrup estaba compuesto por el 100 % blancos. Del total de la población el 0 % eran hispanos o latinos de cualquier raza.